# Bulletin board system

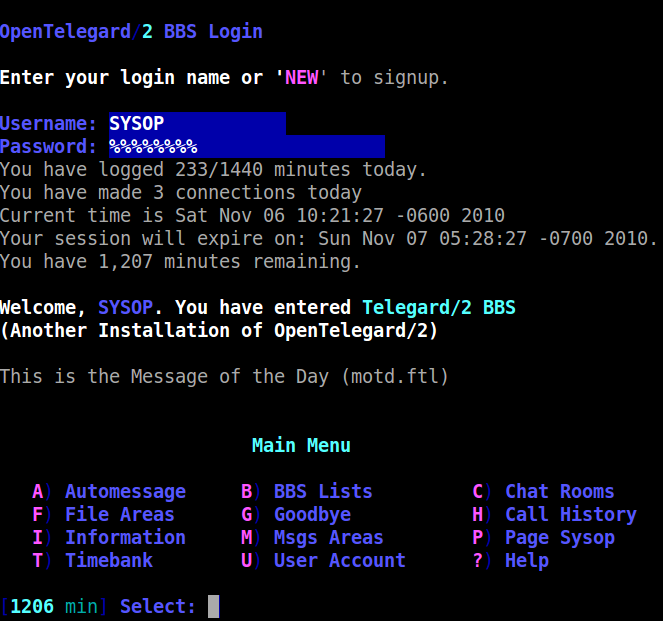
Bulletin board system

Een bbs of bulletin board system, in het Nederlands letterlijk een prikbordsysteem, bestond uit een server, die het mogelijk maakte om, door vanaf een computer thuis in te bellen, gebruik te maken van bepaalde diensten, zoals het up- en downloaden van software en met andere gebruikers gegevens uitwisselen. Dit laatste was het oorspronkelijke idee achter een bbs.
Veel bbs'en bieden de mogelijkheid om elektronische post te versturen via FidoNet. Er zijn ook vaak mogelijkheden tot het spelen van zogenoemde doorgames, spellen die als zelfstandige applicatie binnen het bbs-programma aangeroepen worden.
Zij werden in de hoogtijdagen, eind jaren zeventig tot begin jaren negentig, beheerd als een hobby van de sysops, maar weinig voor commerciële doeleinden gebruikt. De belangstelling voor bbs'en is na de opkomst van internet afgenomen, ondanks de mogelijkheid een bbs met telnet op internet te draaien. Er zijn nog wel enkele hobbyisten die hun bbs in stand houden. Door de komst van ADSL en de kabel werden de grootste bbs'en tot webservers omgebouwd.
Het eerste bbs ter wereld CBBS ging op 16 februari 1978 in Chicago online. De eerste bbs'en in Nederland begonnen pas rond 1985 van de grond te komen, waarbij NEABBS, beheerd door Max Keizer, CBBS Rijswijk, The Forth Dimension en Bamestra (Jan Terpstra) de pioniers waren. In de hoogtijdagen waren er meer dan 1400 bbs'en actief in Nederland.
Een belangrijke beperking van het bbs was dat er per telefoonlijn maar één gebruiker kon inbellen. Wie twee lijnen had, maakte onderlinge communicatie in real time tussen gebruikers mogelijk, anders kon er alleen met de sysop worden gechat. Het bellen van een dergelijk bbs kostte ook gewoon telefoontikken. De grotere bbs'en hadden 6 of zelfs 12 telefoonlijnen, waarbij iedere lijn met een modem was verbonden, zodat er evenveel gebruikers tegelijk online konden zijn als er telefoonlijnen waren. STER BBS in Spijkenisse was zo'n groter bbs, met tien lijnen, dat zich vooral richtte op de destijds populaire Atari ST. Gebruikers logden in, haalden post op, lieten post achter en downloadden lijsten met bestanden en software. Vanwege de telefoontarieven koos men het liefst lokale bbs'en om mee te communiceren.